# Carlo Casanova
Carlo Casanova (Crema, 21 giugno 1871 – Quarna Sotto, 11 maggio 1950) è stato un pittore e incisore italiano.

## Biografia
Nato da famiglia lodigiana a Crema, studiò nel collegio dei Barnabiti "Carlo Alberto" di Moncalieri, poi si iscrisse alla facoltà di ingegneria dell'Università di Pavia, ma si laureò a quella di Padova. Attratto dall'arte, esercitò la professione di ingegnere solo per poco tempo e si trasferì a Milano, dove diventò amico del pittore Stefano Bersani e aprì uno studio in corso Monforte n. 41.
Oltre che alla pittura si dedicò all'incisione di acqueforti, di soggetto paesaggistico e architettonico. Incise circa 650 lastre di zinco o di rame, delle quali si conservano esemplari nei musei di tutto il mondo: la Pinacoteca Ambrosiana e la Galleria d'Arte Moderna di Milano, la Galleria degli Uffizi di Firenze, il Museo di arte contemporanea di Roma, le gallerie d'arte di Torino, Londra, Barcellona, Lima e Bruxelles, il museo imperiale di Tokio e il museo Civico di Lodi.
Espose le sue opere, acqueforti e dipinti, in quasi tutte le biennali di Brera e di Venezia, ma anche a Roma, Buenos Aires, Barcellona, Atene e Monaco. Il re Leopoldo I del Belgio fu un suo appassionato collezionista.
Nel 1942 trasferì la propria residenza a Quarna Sotto, località nei pressi del lago d'Orta che gli diede ispirazione per molte sue opere, dove rimase fino alla morte.
In settembre-ottobre 2004 la sua città natale di Crema gli ha dedicato una mostra dove sono state esposte più di 270 sue opere.
Di notevole interesse è anche il lavoro come fotografo che il Casanova ha intrapreso con entusiasmo alla fine dell'Ottocento; l'artista fu uno dei primi ad intravedere le molteplici possibilità che la nascente arte fotografica permetteva, anche all'interno delle arti figurative. Casanova ha indagato in una sorta di "geografie private" tutto il mondo che lo circondava, prediligendo la natura delle Alpi e Prealpi, documentando l'amore per la moglie Bianca e le figlie, il fascino arcaico dei pescatori di Bocca di Magra, gli scorci della Milano più inusuale e nascosta, i viandanti del passo del Maloia e dello Spluga ecc.; Casanova ha lasciato un notevole archivio fotografico tuttora inedito e di grande interesse storico e di costume, circa 1500 scatti fotografici su lastra di vetro e pellicola.